# Ozolinone
Ozolinone là một thuốc lợi tiểu quai không bao giờ được bán trên thị trường.
Nó là một chất chuyển hóa hoạt động của etozoline.